# Чухно, Александр Иванович
Александр Иванович Чухно (укр. Олександр Іванович Чухно, позывной — Турист; 14 июня 1992, Харьков — 13 октября 2024, Невское) — украинский военнослужащий, лейтенант, участник российско-украинской войны. Герой Украины (2025, посмертно).

## Биография
Родился 14 июня 1992 года в городе Харьков. Позже переехал в Полтавскую область, где учился в общеобразовательной школе №2 города Гребёнка. Затем поступил в Киевский политехнический институт.
В 2014 году был призван в Национальную гвардию Украины и принимал участие в АТО. С началом полномасштабного вторжения России в Украину служил в составе 4-й бригады оперативного назначения Национальной гвардии Украины.
Погиб 13 октября 2024 года в районе села Невское Луганской области.
Похоронен в городе Гребёнка.

## Награды
- Звание «Герой Украины» с удостоением ордена «Золотая Звезда» (23 мая 2025, посмертно) — за личное мужество и героизм, проявленные в защите государственного суверенитета и территориальной целостности Украины, верность военной присяге[2].
- Орден «За мужество» III степени (26 июля 2024) — за личное мужество и самоотверженные действия, проявленные в защите государственного суверенитета и территориальной целостности Украины, верность военной присяге[3].